# شريفة الحمد المبارك الصباح
الشيخة شريفة الحمد المبارك الصباح (1930-2014) هي إبنة الشيخ حمد المبارك الصباح، وأولى زوجات أمير دولة الكويت الثالث عشر الشيخ جابر الأحمد الصباح. لم يكن لها أي ظهور سياسي طوال فترة تولّي الشيخ جابر أي من مسئولياته وحتى وفاته. تبرعت لإنشاء أول مركز في الكويت للعلاج بالأكسجين المضغوط وذلك في «مستشفى جابر الأحمد للقوات المسلحة» سُمّي «مركز شريفة الحمد المبارك الصباح للعلاج بالأوكسجين المضغوط»، وقد افتتح في 15 فبراير 2010. توفيت في يوم الاثنين الموافق 22 يونيو 2014.

## أبنائها
- الشيخ مبارك.
- الشيخ سالم.
- الشيخة لولوة.